# Benjamin Gross
Pour les articles homonymes, voir Gross.
Benjamin, dit Beno Gross, né le 19 septembre 1925 à Strasbourg et mort le 3 août 2015 à Jérusalem, est un enseignant et philosophe juif franco-israélien contemporain.

## Éléments biographiques
Benjamin Gross est né à Strasbourg le 19 septembre 1925, dans une famille d'origine polonaise et allemande.
Après des études de philosophie générale à l'université de Lyon puis à l'université de Strasbourg, Beno Gross fonde en 1948 l'École Aquiba de Strasbourg, qu’il dirige jusqu’en 1969.
Le 25 décembre 1950, il épouse Miryam, la deuxième des cinq filles de Maître Mathieu Muller. Ils se sont rencontrés dans le mouvement de jeunesse juif religieux français Yechouroun. Elle est kinésithérapeute.
En 1967, il obtient un doctorat de philosophie de l'université de Strasbourg.
Beno Gross « monte » en Israël en août 1969 avec sa femme et leurs cinq enfants. Il dirige alors à Jérusalem un lycée de tendance sionisme religieux (moderne orthodoxe).
Il devient professeur de philosophie juive à l'université Bar-Ilan. Plus tard, il dirige le département de philosophie juive, et devient, en 1988, doyen de la faculté des lettres et sciences humaines de l'université de Bar-Ilan.
Il est également professeur invité aux universités de Genève, Melbourne et Harvard[réf. nécessaire].
Beno Gross meurt le 3 août 2015, à l’hôpital Hadassah Ein Kerem de Jérusalem, des suites d'une longue maladie. Il est enterré le lendemain au cimetière du mont des Répits, à Jérusalem.

## Œuvre
Son œuvre est inspirée par la pensée du Maharal de Prague.
- Shabbat, Éditions de l'Éclat, 2015 [10]
- Choisir la vie : le judaïsme à l'épreuve du monde, Éditions de l'Éclat, 2014.
- Maximes des pères (Pirké Avot), édition bilingue. Traduction et présentation, Editions de l'éclat, 2013
- Le souffle de vie de R. Hayyim de Volohzyn, présentation, traduction et commentaires, Éditions de l'éclat, 2012
- Un monde inachevé : pour une liberté responsable, (Albin Michel, 2007)
- L'Aventure du langage : l'Alliance de la parole dans la pensée juive (ibid., 2003)
- Les Lumières du Retour. Orot ha Teshuva du Rav Kook. Liminaires, traduction et notes. (ibid, 1998)
- Le Testament de Moïse en collaboration avec Josy Eisenberg. (ibid., 1996)
- Que la lumière soit. Nér Mitzva du Maharal de Prague, traduction et commentaire (ibid., 1995)
- Le Messianisme juif dans la pensée du Maharal de Prague (ibid., 1994)
- L'Âme de la Vie. R. Hayyim de Volohzin. Préface d'Emmanuel Levinas. Présentation, traduction et commentaire. Verdier, 1986)
- Un Messie nommé Joseph, en collaboration avec Josy Eisenberg (ibid., 1983)
- L'Homme de la Halakha, R.J.D. Soloveichik. Traduction, postface et notes. Ed. de l'Agence Juive, 1981
- Le croyant solitaire, R.J.D. Soloveichik (préface, traduction et notes), Ed. de l'Agence juive, 1978
- Messianisme et eschatologie : encyclopédie de la mystique juive, Ed. Berg Internationale, 1977

En anglais :
- The Holy Tongue & How It Changed the Course of History[11].

Préfaces :
- Jonathan Aikhenbaum. Le Judaïsme et l'environnement, Préface de Benjamin Gross, 2013.
- Yossef Attoun. Naissance d'Israël. Le printemps du monde. Préface du professeur Benjamin Gross[12].

## Témoignages
Dans ses Mémoires publiés en 1994, Elie Wiesel raconte son séjour à Ambloy (Loir-et-Cher):
« Un groupe d'intellectuels juifs religieux, Yeshurun (Yechouroun), vient souvent passer le shabbat avec nous. J'assiste aux réunions, sans doute trop savantes, avec un sentiment d'exclusion: je ne comprends pas leur français. Parmi eux, Marc Breuer, fils et petit-fils de rabbins; Théo Dreyfus, auteur d'un ouvrage sur le Maharal de Prague, deviendra directeur de l'école Maïmonide avant d'émigrer en Israël; Benno Gross, autre élève d'André Neher, enseignera à l'université Bar-Ilan et Lucien Lazare écrira des ouvrages importants sur la Résistance juive et les Justes non juifs en France. »

## Pensées
Beno Gross soutient qu'il n'y a pas de relation de cause à effet entre la Shoah et la création de l'État d'Israël.